# منتخب المجر تحت 20 سنة لكرة القدم
منتخب المجر تحت 20 سنة لكرة القدم (بالمجرية: Magyar U20-as labdarúgó-válogatott)‏ هو ممثل المجر الرسمي في المنافسات الدولية في كرة القدم في فئة كرة قدم تحت 20 سنة للرجال
.